# Ferenc Hammang
Ferenc Hammang, född den 20 maj 1944 i Budapest, Ungern, är en ungersk fäktare som tog OS-brons i herrarnas lagtävling i sabel i samband med de olympiska fäktningstävlingarna 1980 i Moskva.